# 4726 Federer
4726 Federer eller 1976 SV10 är en asteroid i huvudbältet som upptäcktes den 25 september 1976 av Harvard College Observatory. Den är uppkallad efter Charles A. Federer.
Asteroiden har en diameter på ungefär 8 kilometer och den tillhör asteroidgruppen Henan.